# AGK2
Der AGK2 (voller Name Astronomische Gesellschaft Katalog 2) ist ein Sternkatalog von etwa 200.000 Fixsternen, der in den 1930er Jahren auf Initiative der Astronomischen Gesellschaft als Kooperationsprojekt mehrerer Sternwarten entstand.
Die Astronomische Gesellschaft (A.G.) als eine der ältesten wissenschaftlichen Vereinigungen Europas war im Jahr 1863 gegründet worden. Um 1867 initiierte sie den wichtigsten Sternkatalog dieser Zeit, den nach ihr benannten AGK unter der Leitung von Friedrich Wilhelm Argelander. Er wurde ab 1929 zum AGK2 erweitert – mit neueren Daten der Astrometrie und unter präziser Berücksichtigung der Eigenbewegungen. Dieser AGK2 ist bis in unsere Tage (zusammen mit der neueren Fassung AGK3) eine bedeutende Datenbasis für Astronomie, Himmelsmechanik und Bahnbestimmung.

## Astrometrische Methodik
Die Messung der Sternörter des AGK2 erfolgte
- in Kooperation von drei Sternwarten, unter anderem jener in Hamburg-Bergedorf
- mit einheitlichem Instrumentarium – dem eigens entwickelten „AG-Astrografen“ (drei Astrokameras mit etwa 2 m Brennweite) und dem AG-Komparator zur Auswertung tausender Fotoplatten
- auf Basis eines verbesserten Fundamentalsystems von astronomischen Konstanten, die mit modernen, teilautomatisierten Meridiankreisen gemessen wurden

Der daraus in etwa 10-jähriger Arbeit entstandene AGK2 umfasst über 200.000 Sterne (bis herab zur 9. bis 10. Größe) und mit Positions-Genauigkeiten besser als 1″. Bis in die 1980er war er eine wichtige Basis der Astrometrie und für Auswertungen im Rahmen der Satellitengeodäsie – und wurde gegen 1960 auch zum „Stammvater“ des SAO-Katalogs mit 250.000 Sternen.

## Internationale Kooperation
Eine Monografie der Hamburger Sternwarte beschreibt die Entstehungsgeschichte genauer. Auf der Potsdamer Hauptversammlung der Astronomischen Gesellschaft 1921 stellten Richard Schorr und andere Astronomen den Antrag, 50 Jahre nach dem ersten Sternkatalog AGK die Beobachtungen zu wiederholen. Der 1869 beschlossene Katalog der Astronomischen Gesellschaft war zu einem Standardwerk für die Himmelsvermessung geworden. 12 Sternwarten verschiedener Länder hatten sich 1868–1908 daran beteiligt und mehr als 100.000 Sternörter vermessen. Veröffentlicht wurden sie als 15-bändiges Werk im „Katalog der Astronomischen Gesellschaft, 1. Abteilung“.
Die Neubeobachtung ab 1921 und die Erweiterung auf über 200.000 Sterne erfolgte im „Zonenunternehmen der Astronomischen Gesellschaft“. Der neue Positionskatalog war vor allem deshalb wichtig, weil sich die Lage der Erdachse im Raum kontinuierlich um kleine Anteile verändert (Präzession) und weil sich die Sternpositionen langfristig innerhalb der Milchstraße verlagern (Eigenbewegungen).
Der neue Sternkatalog wurde als Gemeinschaftsprojekt der Sternwarten Hamburg, Bonn und Pulkowo beschlossen. Neu an den Arbeiten war auch die Aufnahme- und Messtechnik: Fotoplatten an speziellen Weitwinkelkameras (Astrografen), die dann an sehr genauen Meßmaschinen im Labor zu vermessen waren.